# Đeravica
Đeravica (detta anche Djeravica; in serbo Ђеравица?, Đeravica; in albanese Gjeravica) è la montagna più alta del Kosovo; è alta 2.656 m s.l.m.. Si trova nel massiccio delle Prokletije, nelle Alpi Dinariche.